# Eko Fresh
Eko Fresh, de son vrai nom Ekrem Bora, né le 3 septembre 1983 à Cologne, est un rappeur allemand d'origine turque. Il est membre du label Ersguterjunge, fondé par Bushido.

## Biographie

### Enfance et débuts (1983–2002)
Ekrem Bora est né le 3 septembre 1983 à Mönchengladbach, Cologne, Allemagne. Sa mère est kurde, son père est d'origine turque. Bora, élevé par sa seule mère, a grandi à Mönchengladbach où il a suivi dix années de cours au lycée. Il commence le rap à l'âge de 15 ans. Deux ans plus tard, il fait la connaissance du rappeur Kool Savas, qui l'invite à Berlin. Peu de temps après, le 10 décembre 2001, Eko Fresh publie son premier EP, Jetzt kommen wir auf die Sachen, produit par la productrice de Savas, Melbeatz, sur le label Royal Bunker. Il est alors également back-up MC pour Kool Savas.
Il signe un contrat en 2002 avec le nouveau label des Savas, Optik Records, et apparaît en outre dans l'album qui a lancé ce dernier, Der beste Tag meines Lebens. De plus, Eko Fresh publie le 7 juillet 2003 son Maxi single König von Deutschland, qui atteint la 15e place des classements musicaux en Allemagne. En raison de divergences internes, il quitte le label en 2003 après la publication de son EP Jetzt kommen wir wieder auf die Sachen. Il lance peu de temps après son album de lancement, Ich bin jung und brauche das Geld, qui se classe 16e des Media-Control-Charts.

### Succès (2003–2005)
Eko Fresh signe chez Sony BMG et y publie son premier album solo Ich bin jung und brauche das Geld en 2003. En collaboration avec le rappeur Azra, il sort l'album Dunya Dönüyor.
En 2004, Eko Fresh publie avec sa compagne et chanteuse Valezka l'album L.O.V.E., orienté dans le genre RnB, généralement bien accueilli par la presse spécialisée,. À la fin de 2004, Eko Fresh publie Die Abrechnung qui fait participer des artistes de la scène hip-hop allemande comme Bushido, MC Rene, Fler du label Aggro Berlin, B-Tight et Sido, qui contient une diss song sur Kool Savas. Fler et B-Tight répondent avec le titre Du Opfa. En février 2005, Kool Savas en réponse Das Urteil,. Au Myfest de 2005 organisé à Berlin-Kreuzberg, Eko Fresh est frappé par une bouteille de bière lancée par un spectateur.

### Hart(z) IVetEkaveli(2006–2007)

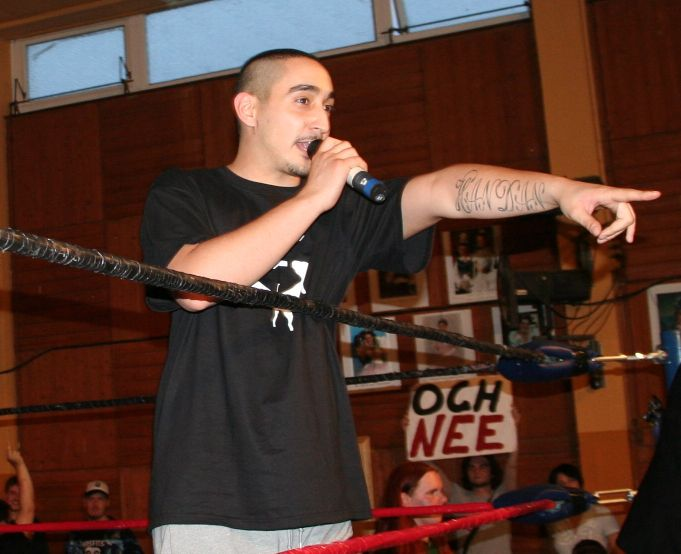
Eko Fresh en 2007.

En 2006, Eko Fresh collabore avec Bushidosur Nemesis et Vendetta au label Ersguterjunge. Le 2 juin 2006, il sort le single Gheddo, avec Bushido, qui atteint la 15e place des classements allemands. Le 23 juin 2006, il publie l'album Hartz IV. En décembre 2006, il signe finalement un contrat avec Ersguterjunge. En 2007, il suit avec son album Ekaveli qui atteint la 64e place des classements allemands.

### Retour aux origines (depuis 2009)
En août 2009, Eko Fresh publie l'EP Jetzt kommen wir wieder auf die Sachen, qui contient cinq chansons dont un featuring avec Farid Bang. Avec cet EP, il retourne à son genre musical d'origine.
Le 25 juin 2010, il publie son nouvel album solo Was kostet die Welt?, qui contient le single Königin der Nacht/Arschloch classé 94e. L'album fait participer G-Style, Stefan Lust, Farid Bang, Sentino, CJ Taylor, Summer Cem, Cetin, Bass Sultan Hengzt et Ado Kojo. Il atteint la 34e place des classements allemands. Le 2 septembre 2011, il publie son album Ekrem, qui est suivi par sa mixtape Freezy Bumaye 1.0 – Es kann nur einen geben sur laquelle il fait participer Sentino, Ado Kojo, Farid Bang, Summer Cem, Ali A$, Pretty Mo, Money Boy et Hakan Abi.
Au début de 2016, il publie la chanson Domplatten Massaker inspirée par les agressions sexuelles du Nouvel An en Allemagne.

## Discographie
- 2003 : Ich bin jung und brauche das Geld
- 2004 : L.O.V.E. (avec Valezka)
- 2004 : Dünya Dönüyor – Die Welt dreht sich (avec Azra)
- 2005 : Eko Fresh Presents German Dream Allstars
- 2005 : Elektro Eko: Fick deine Story Mixtape (Bootleg)
- 2005 : Elektro Eko: Fick immer noch deine Story Mixtape
- 2006 : Hart(z) IV
- 2007 : Ekaveli
- 2010 : Was kostet die Welt?
- 2011 : Ekrem
- 2012 : Ek to the Roots
- 2013 : Eksodus
- 2014 : Deutscher Traum
- 2016 :Freezy